# L-pop
La L-pop, ou pop laotienne, est un genre musical dérivé de la musique pop, produite au Laos.

## Histoire
La L-pop commence à se former à la fin des années 1980, lorsque le Laos commence à bénéficier d'une croissance économique qui se poursuit depuis. Avant les réformes mises en œuvre par le gouvernement, l'industrie du divertissement est complètement limitée en raison de la censure stricte et de la pauvreté généralisée, empêchant la scène musicale de s'épanouir. Des années 1970 à la fin des années 1980, les chansons strictement patriotiques, parrainées par le gouvernement communiste, et le genre traditionnel Mor Lam étaient les seuls genres disponibles à l'écoute.
Au début des années 1990, la scène musicale laotienne commence à se transformer. Les premiers labels indépendants font leur apparition à Vientiane, la capitale, et quelques pubs de musique live voient le jour. Cependant, ces labels, au début, sont financièrement faibles, et ont une capacité très limitée à promouvoir leurs artistes. Bien qu'au début, la musique traditionnelle lao soit restée le genre le plus populaire, l'influence étrangère de la K-pop, de la J-pop et de la pop produite dans la Thaïlande voisine commence à se faire sentir, non seulement dans les tendances de la mode, mais aussi sur la scène musicale locale. Au début des années 2000, la popularité de la L-pop augmente considérablement grâce à la montée en puissance des labels discographiques principalement basés à Vientiane, tels que Lao-Pride Records, KPY Entertainment, Indee Records, et Muanson Media. La pop laotienne se fait connaître au niveau local et international grâce à Alexandra Bounxouei, qui est considérée comme la première princesse de la pop lao.